# Chilly Friday
Chilly Friday war eine grönländische Rockband, die von 2000 bis 2007 bestand.

## Geschichte
Die drei Musiker Malik Kleist, Angunnguaq Larsen und Alex Andersen hatten von 1996 bis 1997 gemeinsam eine Musikhochschule in Dänemark besucht und bildeten die Rockband Affray. 1999 fanden sie in Nuuk wieder zusammen und trafen dort Henrik Møller Jensen. Gemeinsam bildeten sie die Band Chilly Friday. Sie schrieben die Demoaufnahme Sialuit („Regentropfen“) und schickten sie an das Label Arctic Boomhouse aus Sisimiut sowie an das neugegründete und noch unbekannte Label Atlantic Music aus Nanortalik. Beide boten der jungen Band einen Plattenvertrag an und Chilly Friday entschieden sich für Atlantic Music.
Im Juli 2000 spielten sie ihr Debütalbum Inuiaat 2000 („Bevölkerung 2000“) ein, das im November 2000 erschien und in der ersten Woche (bei einer Bevölkerungszahl von rund 55.000 Personen) schon 1000 Mal verkauft wurde. Von den zehn Liedern des Albums waren sechs auf Englisch und vier auf Grönländisch geschrieben. Beim Debütkonzert in Nuuk erschienen doppelt so viele Zuschauer wie vorgesehen. Der Erfolg von Chilly Friday sorgte für den Aufstieg des Plattenlabels Atlantic Music.
Bereits 2001 schrieb die Band ihr zweites Album, Saamimmiit Talerpianut („Von links nach rechts“), das mehr grönländischsprachige Lieder enthielt und nicht mehr wie das erste Album Themen wie Liebe behandelte, sondern gesellschaftskritische Themen wie Selbstmord. Noch vor der Veröffentlichung des Albums hatten sie bereits 3000 Exemplare verkauft und kurz danach führten sie eine Tournee in Grönland durch. Daraufhin wurden sie eingeladen, bei der Eröffnungszeremonie der Arctic Winter Games 2002 in Iqaluit aufzutreten, wobei ihr Auftritt von 8 Millionen Menschen im kanadischen Fernsehen gesehen wurde. Anschließend wurden sie auch nach Alaska eingeladen und danach traten sie vor dem Inuit Circumpolar Council in Kanada auf. Später folgten Konzerte in Schweden, Norwegen und auf den Färöern.
Anschließend verlief sich der Erfolg der Band etwas. Da den Bandmitgliedern keine neuen Ideen einfielen, coverten sie die größten Hits der grönländischen Musikgeschichte und veröffentlichten sie gemeinsam mit einem eigenen neuen Lied als Album Tribute, das 2004 erschien. Das Album wurde von Alex Andersens eigenen Label Beat! Production herausgegeben, was trotz kritischer Stimmen und weniger Konzerteinladungen dazu führte, dass die Band mehr an ihrer Musik verdienen konnte. Im August 2005 reisten die Bandmitglieder nach Dänemark, wo sie anfangs in einem Gefängnis auftraten und später in Christiania, bevor sie im Dezember 2005 nach Nuuk zurückkehrten.
Einen Teil der kleinen Dänemarktournee nutzte die Band, um ihr viertes Album einzuspielen. Diesmal waren alle Lieder auf Grönländisch verfasst und handelte wieder verstärkt von sozialen Problemen, was sie selbst darauf zurückführten, dass das das einzige war, worüber man etwas in der Sermitsiaq lesen konnte, die sie während ihrer Zeit in Dänemark verstärkt lasen, um sich darüber zu informieren, was während ihrer Abwesenheit in Grönland geschah. Das Album M/S Kalaallit Nunaat, eine Anspielung auf Grönland als sinkendes Schiff, wurde sehr gemischt aufgenommen und war kein kommerzieller Erfolg, weil man meinte, dass es zu ernst war.
2007 gab die Band ihr vorerst letztes Konzert, bevor Henrik Møller Jensen zwecks Ausbildung nach Dänemark zog. 2015 fand nach acht Jahren ein Konzert im Katuaq in Nuuk statt. Insgesamt hat die Band 80 Konzerte in den sieben Jahren ihres Bestehens gegeben.

## Diskografie
- 2000: Inuiaat 2000
- 2001: Saamimmiit Talerpianut
- 2004: Tribute
- 2005: M/S Kalaallit Nunaat